# جيلتيريتينيب
جيلتيريتينيب (Gilteritinib)، الذي يباع تحت الإسم التجاري كسوسباتا(Xospata )، هو دواء يوصف لعلاج سرطان الدم النقوي الحاد (AML).  يتم استخدامه على وجه التحديد في الحالات التي فشلت فيها العلاجات الأخرى و لديها طفرة محددة في FLT3 .  يعطى عن طريق الفم.  و قد يستغرق الأمر ستة أشهر حتى تظهر الفوائد. 
تشمل الآثار الجانبية الشائعة لهذا العقار على: مشاكل الكبد، و التعب، و الإسهال، و الغثيان، و السعال، و التورم، و ضيق التنفس، و انخفاض ضغط الدم، و الألم.  إضافة إلى ذلك، قد تشمل الآثار الجانبية الأخرى متلازمة التمايز، و عدم انتظام ضربات القلب، و الحساسية المفرطة، و متلازمة اعتلال الدماغ الخلفي العكوس (PRES).   أما تناوله أثناء الحمل فقد يؤدي إلى الإضرار بالجنين.  إنه مثبط كيناز التيروزين الذي يمنع FLT3. 
تمت الموافقة على استخدام جيلتيريتينيب طبيًا في الولايات المتحدة في عام 2018، و بعدها في أوروبا في عام 2019، و في أستراليا في عام 2020.    في المملكة المتحدة، بكلف العلاج لمدة 4 أسابيع حوالي 14200 جنيه إسترليني هيئة الخدمات الصحية الوطنية اعتبارًا من عام 2021.  وزفي الولايات المتحدة، يكلف هذا المقدار حوالي 23700 دولار أمريكي. 